# جوائز الترك الذهبية
جوائز الترك الذهبية (بالإنجليزية: The Golden Turk Awards)‏ هي جائزة تركية تصدر في الولايات المتحدة الأمريكية للمعاهد والشركات التركية الأفراد الأتراك ، المميزون في تخصصهم. تأسست في 2008.

## وصلات خارجية
- الموقع الإلكتروني